# Doorvaartspolder
De Doorvaartspolder is een voormalig waterschap in de Nederlandse provincie Groningen.
Het schap lag ten zuidwesten van Nieuwe Pekela en waterde af op de Ommelanderwijk. 
Waterstaatkundig gezien ligt het gebied sinds 2000 binnen dat van het waterschap Hunze en Aa's.